# Padre no hay más que uno 4: Campanas de boda
Padre no hay más que uno 4: Campanas de boda es una película española de comedia española coproducida y dirigida por Santiago Segura, quien la coescribió junto a Marta González de Vega. Es la secuela de la película de 2022 Padre no hay más que uno 3 y la cuarta entrega de la saga de Padre no hay más que uno. La película está protagonizada por un reparto coral que incluye a Segura, Toni Acosta, Martina D'Antiochia, Calma Segura, Luna Fulgencio, Marta González de Vega, Carlos González Morollón, Sirena Segura, Leo Harlem, Silvia Abril, Loles León, Diego Arroba y Carlos Iglesias, quienes repiten sus papeles de entregas anteriores, junto a la incorporación de Blanca Ramírez. Se estrenó en cines españoles para el 18 de julio de 2024, con distribución de Sony Pictures España.

## Reparto
- Santiago Segura como Javier García
- Toni Acosta como Marisa Loyola
- Martina D'Antiochia como Sara García Loyola
- Calma Segura como Carlota García Loyola
- Luna Fulgencio como Rocío García Loyola
- Carlos González Morollón como Daniel "Dani" García Loyola
- Sirena Segura como Paula "Paulita" García Loyola
- Blanca Ramírez como Cristina  ,"Cris" García Loyola
- Leo Harlem como Paco García
- Silvia Abril como Carmen
- Loles León como Milagros
- Wendy Ramos como Rosaura
- Diego Arroba "El Cejas" como Carlos Ocho
- Carlos Iglesias como Agustín Loyola
- Iker Serrano como Leonardo
- Marta González de Vega como Leticia[2]
- Florentino Fernández como el cura
- Vanesa Romero como Amanda Castilla
- Antonio Resines como Toño Triana
- Mar Saura como Fabiola
- Antonio de la Torre como Rodrigo
- Neus Asensi como Madre de Ocho
- Carmen Conesa como Pilar

## Producción
En agosto de 2023, Santiago Segura dio el primer anuncio oficial de la posibilidad de una cuarta entrega de la saga de Padre no hay más que uno, comentando que le gustaría poder contratar al tenista Rafael Nadal para un posible cameo en la película. El rodaje de la película, titulada simplemente Padre no hay más que uno 4, comenzó en septiembre de 2023 en la isla de Gran Canaria; partes del rodaje de la cinta también tuvieron lugar en Madrid. Para octubre de 2023, el rodaje de la cinta ya había finalizado.

## Lanzamiento y marketing
Junto con el anuncio de fin de rodaje, Segura publicó en su cuenta de Twitter que la película se estrenaría en algún punto de verano de 2024. Más adelante, la distribuidora de la película y de las entregas anteriores de la saga, Sony Pictures España, concretó la fecha de estreno de Padre no hay más que uno 4 para el 18 de julio de 2024.

## Taquilla
La película consiguió el mejor miércoles de apertura de la historia del cine español. También, superó a las anteriores entregas con notables subidas: un 226% respecto a Padre no hay más que uno, un 84% respecto a Padre no hay más que uno 2, y un 24% respecto a Padre no hay más que uno 3. Actualmente, Padre no hay más que uno 4 es la producción española más taquillera del 2024.

## Futuro
En respuesta a un tuitero que le dijo que "se estaba pasando", Segura declaró que "cree que vamos bien", en referencia al éxito de las películas anteriores, y que "el público es el que decide cuándo te estás 'pasando'", implicando que la franquicia seguirá más allá de Padre no hay más que uno 4 mientras las películas sigan siendo éxitos de taquilla.